# Scaphytopius pennatus
Scaphytopius pennatus är en insektsart som beskrevs av Hepner 1946. Scaphytopius pennatus ingår i släktet Scaphytopius och familjen dvärgstritar. Inga underarter finns listade i Catalogue of Life.